# Belvedere Hotel
El Belvedere es un edificio de estilo Beaux Arts en Baltimore, Maryland. Diseñado por el estudio de arquitectura de Boston de Parker and Thomas y construido en 1902-1903, el Belvedere es un hito de la ciudad de Baltimore en la esquina sureste de North Charles Street, mirando hacia el norte en East Chase Street en el elegante vecindario Mount Vernon-Belvedere-Mount Royal de la ciudad. En 1991 se convirtió en condominios, aunque las áreas permanecen abiertas al público.

## Diseño
El edificio de ladrillos tostados de once pisos se eleva 188 pies (57 m) desde una base de piedra rústica hasta una corona de estilo "Segundo Imperio francés" elaboradamente detallada con una línea de techo abuhardillada tradicional.

## Origen
Lleva el nombre de su sitio en la antigua propiedad "Belvidere" del líder/héroe militar de la Guerra Revolucionaria Estadounidense, un líder cívico y de la ciudad posterior, el coronel John Eager Howard, del famoso regimiento "Maryland Line" del Ejército Continental que se distinguió especialmente en la Batalla de Long Island en las afueras de Nueva York en agosto de 1776 y la Batalla de Cowpens en Carolina del Sur en 1780. Las tierras de Howard al norte y al oeste de la antigua ciudad de Baltimore, conocidas como "Bosques de Howard", finalmente se usaron para donar terrenos para varias iglesias y sitios cívicos, incluido el emblemático Monumento a Washington y las cuatro plazas tipo parque que lo rodean, cuando se construyeron entre 1815 y 1827, junto con la antigua Catedral de Baltimore (ahora la Basílica del Santuario Nacional de la Asunción de la Santísima Virgen María), construida entre 1806 y 1821 por el famoso arquitecto británico-estadounidense Benjamin Henry Latrobe, a pocas cuadras al suroeste en la calle Catedral. Posteriormente, los hijos de Howard y los miembros de la familia subdividieron la gran propiedad a partir de fines de la década de 1820 hasta la década de 1830 y 1840 en filas de elegantes casas adosadas (y más tarde instituciones culturales) que se extendían hacia el norte desde la ciudad frente al puerto, y eventualmente rodeaban la antigua mansión histórica. situado en la intersección de las calles North Calvert y East Chase hasta que también fue finalmente demolido a mediados de la década de 1870.

## Historia
Los socios de HB conservaron el estudio de arquitectura de Parker y Thomas de Baltimore y Boston, y el estudio de construcción de WW y EA Wells de Chicago. Parker y Thomas también habían estado en el proceso de diseñar el nuevo campus de Homewood en la sección norte de la ciudad a lo largo de North Charles Street sobre 30th Street de ladrillo rojo y madera blanca adornada con arquitectura georgiana/arquitectura de estilo federal en la Universidad Johns Hopkins cuando se reubicó desde su sitio original anterior en el centro a lo largo de las calles North Howard y West Centre, Little Ross y West Monument aproximadamente al mismo tiempo y continuó durante algunas décadas más tarde.
Cuando se completó, el Belvedere, según los primeros relatos, se consideró "algo así como una sensación para Baltimore". A lo largo de los años, ocupó un lugar destacado en la vida social, política y económica de Baltimore, especialmente porque estaba ubicado en un vecindario residencial predominantemente pequeño y exclusivo, al norte de la mayoría de los otros hoteles del centro que entonces estaban agrupados. En 1912, Woodrow Wilson se hospedó mientras asistía a la Convención Nacional Demócrata de 1912 en el cercano Fifth Regiment Armory.
Era conocido como el principal alojamiento en Baltimore durante la primera mitad del siglo XX, albergando a los presidentes estadounidenses Theodore Roosevelt, John F. Kennedy y Woodrow Wilson, entre otros, junto con celebridades como Wallis Warfield Simpson (la duquesa de Windsor ), (controvertida esposa, nacida y criada en Baltimore, del rey Eduardo VIII de Gran Bretaña abdicó en 1936–1937), el general del ejército Douglas MacArthur, el actor Clark Gable y muchas docenas más.
Sheraton Hotels, una cadena/sindicato a nivel nacional compró el hotel en junio de 1946 y lo operó como el "Hotel Sheraton-Belvedere". Sheraton vendió el hotel, junto con otras diecisiete propiedades envejecidas, a Gotham Hotels en 1968 y recuperó su nombre original. 
Como "Belvedere Hotel", el edificio fue designado Monumento de la ciudad de Baltimore el 14 de octubre de 1975. 

### Conversión
El antiguo propietario, Victor Frenkil, recibió numerosos préstamos de la ciudad antes de vender el hotel en un tribunal de quiebras por 5,5 millones en 1990.
El Belvedere se convirtió en condominios en 1991, aunque los grandes espacios interiores distintivos e históricos del edificio de los salones de baile, los restaurantes (como el "John Eager Howard Room" con sus grandes murales del paisaje pastoral de Baltimore y el "Owl Bar"), y los salones (incluido el club nocturno / bistró modernista, "The 13th Floor" y el nivel de observación, junto con una galería comercial en el sótano) se limpiaron, restauraron y mejoraron, permaneciendo abiertos al público general.

## En los medios populares
- En el episodio 27 de Mad Men, Don Draper y Salvatore Romano se van de viaje de negocios a Baltimore y se alojan en el Hotel Belvedere.
- La muerte de Rey Rivera en 2006 apareció en Misterios sin resolver en Netflix . El 24 de mayo de 2006, el cuerpo de Rivera fue encontrado dentro de una sala de conferencias del anexo de la galería del hotel al sur del edificio principal. El Departamento de Policía de Baltimore dictaminó que la muerte de Rivera era un probable suicidio debido al agujero creado por el impacto de un salto, a pesar de que el caso tenía numerosas inconsistencias.